# Виконт Саймон

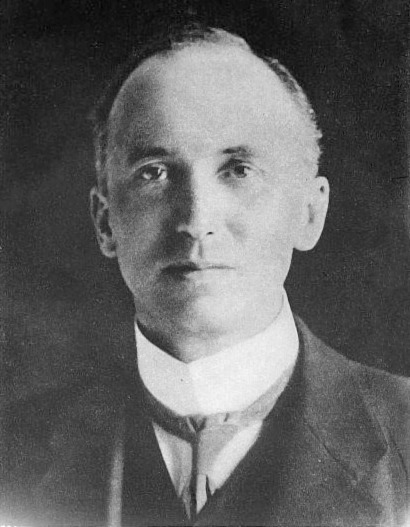
Джон Олсбрук Саймон, 1-й виконт Саймон (1873—1954)

Виконт Саймон из Стэкпол Элидор в графстве Пембрукшир — угасший наследственный титул в системе Пэрства Соединённого королевства. Он был создан 20 мая 1940 года для либерального политика, сэра Джона Саймона (1873—1954). Он занимал посты генерального солиситора (1910—1913), генерального атторнея (1913—1915), министра внутренних дел (1915—1916, 1935—1937), министра иностранных дел (1931—1935), канцлера казначейства (1937—1940) и лорда-канцлера (1940—1945). Его вторая жена Кэтлин Рочард Харвей (1863/1864 — 1955) выступала за отмену рабства.
Последним носителем титула, до своей кончины, являлся его внук, Ян Дэвид Саймон, 3-й виконт Саймон (1940—2021), который наследовал своему отцу в 1993 году. Лорд Саймон был одним из девяноста избранных наследственных пэров, которые остались в Палате лордов Великобритании после принятия Акта о Палате лордов 1999 года, и сидел на скамейке лейбористов.

## Виконты Саймон (1940)
- 1940—1954: Джон Олсбрук Саймон, 1-й виконт Саймон (28 февраля 1873 — 11 января 1954), сын Эдвина Саймона (1843—1920) и Фанни Олсбрук (1846—1936);
- 1954—1993: Джон Гилберт Симон, 2-й виконт Саймон (2 сентября 1902 — 5 декабря 1993), единственный сын предыдущего;
- 1993—2021: Ян Дэвид Саймон, 3-й виконт Саймон (20 июля 1940 — 15 августа 2021), сын предыдущего.

Титул угас.